# Antti Hyvärinen
Antti Abram Hyvärinen (ur. 21 czerwca 1932 w Rovaniemi, zm. 13 stycznia 2000 w Bad Nauheim) – fiński skoczek narciarski, trener i konstruktor skoczni narciarskich, złoty medalista olimpijski z 1956.

## Kariera
Jego debiutem na międzynarodowej imprezie był start na igrzyskach olimpijskich w Oslo w 1952. Po pierwszej kolejce znajdował się na trzecim miejscu, za dwoma Norwegami: Arnfinnem Bergmannem i Torbjørnem Falkangerem, jednak po słabszym skoku w drugiej serii spadł na siódme miejsce. Cztery lata później, podczas igrzysk olimpijskich w Cortinie d’Ampezzo wywalczył złoty medal, zostając tym samym pierwszym mistrzem olimpijskim w skokach nie pochodzącym z Norwegii. Po pierwszej serii, tak jak w Oslo był trzeci po pierwszej serii za Harrym Glaßem oraz Aulisem Kallakorpim, ale w drugiej kolejce Hyvärinen oddał najdłuższy skok konkursu (84,0 m), co pozwoliło mu wyprzedzić wszystkich rywali. W 1956 roku połączono dwie najważniejsze imprezy – mistrzostwa świata z igrzyskami olimpijskimi, więc Antti wygrywając w Cortinie d’Ampezzo zdobył jednocześnie także tytuł mistrza świata.
W 1954 na mistrzostwach świata w Falun zajął dziewiąte miejsce, tracąc ponad 16 punktów do Mattiego Pietikäinena. Hyvärinen miał także wystartować podczas mistrzostw świata w Lahti w 1958, jednakże był zmuszony zakończyć karierę po tym jak złamał biodro w listopadzie 1957.

## Igrzyska olimpijskie

### Indywidualnie
| 1952 Oslo              | – | 7. miejsce  |
| 1956 Cortina d’Ampezzo | – | złoty medal |

### Starty A. Hyvärinena na igrzyskach olimpijskich
| Miejsce | Dzień     | Rok  | Miejscowość       | Skocznia         | Punkt K | HS | Konkurs  | Skok 1 | Skok 2 | Nota      | Strata   | Zwycięzca        |
| ------- | --------- | ---- | ----------------- | ---------------- | ------- | -- | -------- | ------ | ------ | --------- | -------- | ---------------- |
| 7.      | 24 lutego | 1952 | Oslo              | Holmenkollbakken | K-72    | –  | indywid. | 66,5 m | 61,5 m | 213,5 pkt | 12,5 pkt | Arnfinn Bergmann |
| 1.      | 5 lutego  | 1956 | Cortina d’Ampezzo | Italia           | K-80    | –  | indywid. | 81,0 m | 84,0 m | 227,0 pkt | –        | –                |

## Mistrzostwa świata

### Indywidualnie
| 1954 Falun | – | 9. miejsce |

### Starty A. Hyvärinena na mistrzostwach świata
| Miejsce | Dzień     | Rok  | Miejscowość | Skocznia       | Punkt K | HS | Konkurs  | Skok 1 | Skok 2 | Nota      | Strata   | Zwycięzca         |
| ------- | --------- | ---- | ----------- | -------------- | ------- | -- | -------- | ------ | ------ | --------- | -------- | ----------------- |
| 9.      | 14 lutego | 1954 | Falun       | Källviksbacken | K-80    | –  | indywid. | 73,0 m | 76,0 m | 215,5 pkt | 16,5 pkt | Matti Pietikäinen |

## Kariera trenerska
Antti Hyvärinen po zakończeniu kariery sportowej rozpoczął karierę trenerską. Najpierw był trenerem Ounasvaaran Hiihtoseura, 1960–1964 był trenerem reprezentacji Finlandii. Za kadencji Hyvärinena największe sukcesy odnosili: Eino Kirjonen – triumf w Turnieju Czterech Skoczni 1961/1962), Veikko Kankkonen – mistrz (na normalnej skoczni) i wicemistrz olimpijski 1964 (na dużej skoczni) oraz triumf w Turnieju Czterech Skoczni 1963/1964.
Sukcesy podopiecznych Hyvärinena w Finlandii w latach 1960–1964 (chronologicznie)
| Medal | Zawodnik           | Zawody                   | Rok  |
| ----- | ------------------ | ------------------------ | ---- |
|       | Kalevi Kärkinen    | Turniej Czterech Skoczni | 1961 |
|       | Eino Kirjonen      | Turniej Czterech Skoczni | 1962 |
|       | Hemmo Silvennoinen | Turniej Czterech Skoczni | 1962 |
|       | Niilo Halonen      | Mistrzostwa świata       | 1962 |
|       | Veikko Kankkonen   | Turniej Czterech Skoczni | 1964 |
|       | Veikko Kankkonen   | Igrzyska olimpijskie     | 1964 |
|       | Veikko Kankkonen   | Igrzyska olimpijskie     | 1964 |

## Śmierć
Antti Hyvärinen zmarł 13 stycznia 2000 roku w Bad Nauheim.